# Škotska nacionalna knjižnica
Škotska nacionalna knjižnica (engl. National Library of Scotland) osnovana je 1925. aktom parlamenta. Danas je Škotska nacionalna knjižnica najveća knjižnica u Škotskoj te jedna od šest knjižnica u Ujedinjenom Kraljevstvu i Republici Irskoj koja prima obvezni primjerak svake publikacije tiskane u Ujedinjenom Kraljevstvu i Republici Irskoj. Knjižnica se sastoji od nekoliko zgrada u središtu Edinburgha od kojih je ona na George IV Bridge sjedište knjižnice.
Škotska nacionalna knjižnica danas sadrži 14 milijuna tiskanih publikacija, od toga 7 milijuna tiskanih knjiga, 100 tisuća rukopisa, dva milijuna zemljopisnih karata i 25 tisuća naslova časopisa i novina. Knjižnica svake godine prima 320 tisuća novih naslova a sadrži građu na 490 jezika. Knjižnicom upravlja The Board of Trustees koji ima 32 člana.

## Povijest
Preteča današnje Škotske nacionalne knjižnice je Library of the Faculty of Advocates koja se je nalazila u sklopu pravnoga fakulteta u Edinburghu. The Advocates Library je osnovana 1689. godine. Od 1710. na temelju tzv. Copyright Act-a kraljice Anne ima ulogu nacionalne knjižnice koja ima pravo na obvezni primjerak svake knjige tiskane u Velikoj Britaniji. Tijekom stoljeća, the Advocates Library je dodavala svojim zbirkama knjige i rukopise kupnjom i obveznim primjerkom  čime je ispunjavala svoju ulogu nacionalne knjižnice. Tijekom 20-ih godina 20. stoljeća zbirke Škotske nacionalne knjižnice su predstavljene javnosti zahvaljujući donaciji Sir Alexandera Granta  od Forresa. Aktom parlamenta 1925 g. osniva se Škotska nacionalna knjižnica. Izgradnju zgrade na George IV Bridge-u financirali su Sir Alexander Grant od Forresa i vlada. Godine 1988. Škotska nacionalna knjižnica dobiva i novu zgradu u četvrti Causewayside.
Od 1999. Škotsku nacionalnu knjižnicu financira škotski parlament. 

## Zbirke
Škotska nacionalna knjižnica sadrži sljedeće zbirke:
1. Zbirka britanske tiskane građe (British)
2. Poslovna zbirka
3. Digitalne zbirke
4. Zbirka strane građe
5. Zbirka rukopisa
6. Zbirka zemljopisnih karata
7. Glazbena zbirka
8. Zbirka novina
9. Zbirka službenih publikacija
10. Zbirka rijetkih knjiga

## Vanjske poveznice
- Službene stranice